# محمد ندى مطر الحياني
محمد ندى مطر الحياني ، وهو متصرف لواء البصرة في عهد الرئيس العراقي عبد السلام عارف، وهو ما يماثل منصب المحافظ في الوقت الحالي، ولد في قضاء الدجيل عام 1342 هـ/1923م، وهو قضاء تابع إلى محافظة صلاح الدين في العراق، وتعلم القرآن في صباه في الكتاتيب ثم أكمل الدراسة الابتدائية والثانوية في بلدته، وأنتقل بعدها إلى العاصمة بغداد حيث أكمل الدراسات العليا، ونال عدة مناصب حكومية إدارية وآخرها كان منصب متصرف لواء البصرة (محافظ البصرة) وكانت وفاته في حادث سقوط الطائرة عام 1966م، وكان رجلاً فاضلاً محباً للخير ومتواضعاً.

## من أعماله
ومن منجزاته التي يحفظها له أبناء البصرة، إذ أمر في عهد ولايته للبصرة بتوزيع قطع من الأراضي السكنية على صغار الموظفين وعلى العمال، وامر بازالة البيوت (الصرايف) القديمة المبنية من القصب والبردي والطين، والمحاذية لشط العرب من الناحية الغربية في مناطق الرباط الكبير وغيرها. وفي عام 1966 بدأ الناس ببناء البيوت الحديثة في هذه المنطقة بعد توزيع الأراضي السكنية عليهم، حيث تم اعتبار قطع الأراضي الجديدة (ملك صرف) مسجل لهم في المكتب العقاري في مقابل بدل نقدي بسيط في الوقت الذي كانت فيهِ بيوتهم القديمة في نظر بلدية البصرة آنذاك تجاوزاً على أملاك الدولة.
وسميت تلك المحلة باسم منطقة الحيانية نسبة إليه وتكريما لمبادرته القيمة في اصلاح حال المدينة.

## وفاته
توفي في حادث سقوط الطائرة بصحبة رئيس الجمهورية عبد السلام محمد عارف في يوم 22 ذو الحجة 1385 هـ/ 13 نيسان 1966م، وتم تشييع جثمانه في موكب مهيب، وصلى على جنازته الحاج معتوق الأعظمي في جامع الإمام الأعظم في الأعظمية ودفن في مقبرة الخيزران، قرب ضريح عبد الغفور البدري، وتوفيت زوجته بعده ودفنت بجواره.